# سیاه بیل خوشابر
سیابیل خوشابر، روستایی از توابع بخش مرکزی شهرستان رضوان‌شهر در دهستان خوشابر ایران است.

## جمعیت
این روستا در دهستان خوشابر قرار دارد و براساس سرشماری مرکز آمار ایران در سال ۱۳۸۵، جمعیت آن ۴۴۴ نفر (۱۲۰خانوار) بوده‌است.